# Maderas
Maderas je s visinom od 1.394 metara manji, od dva vulkana, koji čine otok Ometepe. Za razliku od Concepcióna, drugog vulkana na otoku, Maderas nije bio aktivan u povijesnim vremenima. 
Obronci Maderasa su jedno od rijetkih mjesta na pacifičkoj strani Nikaragve gdje se nalaze oblačne prašume. Njih karakterizira bogat biljni i životinjski svijet, omogućen visokim razinama vlage u klimi. Prapovijesni petroglifi su pronađeni na ovom području.
Uspon na vrh vulkana je popularna turistička djelatnost. Pješačenje do vrha kratera može biti vrlo teško zbog strmih nagibima i blatnjavih putova. 
Postoji niz zanimljivih vrsta koje obitavaju na vulkanu, uključujući bjelolicog kapucina, urlikavca te velik broj raznih leptira.

## Vanjske poveznice
|  | Zajednički poslužitelj ima još gradiva o temi Maderas |

- Climbing the Maderas Volcano (engl.)